# Масуда Кенто
Кенто Масуда, Його Превосходительство граф Маестро Дон Кенто Масуда, (増田 顕人 / ケント マスダ) (нар. 29 червня 1973) є міжнародним композитором, музикантом і художником. «Маестро» лицарів Орден Святого Сильвестра. «Маестро» лицарів Орден Святого Сільвестра. Також, він є членом Національної академії мистецтва і науки звукозапису і провідний міжнародний піаніст Kawai.

## Біографія

### Ранній період
Кент Масуда почав грати на клавішних інструментах в п'ять років. Вважаючи за краще писати власну музику, не тільки виконувати стандартні репертуари, він з десяти років брав участь в конкурсах для молодих музичних талантів. Масуда в тому числі виграв в конкурсі молодих оригінальних виконавців музичної Фундації Ямаха (YAMAHA).

### Рання музична кар'єра
З 1990 року, в сімнадцять років, Масуда почав виступати на професійних публічних слуханнях музикантом Ямахи, виконуючи класичні та сучасні музичні твори для різних подій, церемоній і для магазину Ямахи на П'ятому авеню в Нью-Йорку. У 1993—1995 році Кент жив в Нью-Йорку і працював в сфері виробництва музики. Успіх, який домігся в ранньому віці, поклав основу для його подальшого виступу на сцені і дав концепцію створення музики.
Весь цей час Масуда працював над різними проектами, в тому числі на радіо і писав музику, тексти, робив аранжування і виконував її на клавішних інструментах для ігор і TV / CM в Токіо. 19 червня 1998 року Масуда створив свій оригінальний сольний альбом під назвою «MYOJYOW» (нестандартна транслітерація 明星 — це японське слово «Утренняя звезда» або Венера). Аудіо мастеринг альбому «MYOJYOW» робив Боббі Хата (Bobby Hata). 26 жовтня 1999 року вийшов новий альбом «MEMORIES» («Спогади»). Обидва альбоми були представлені в США і отримали позитивні відгуки від великих компаній, в тому числі від управління офісу Стіва Вая (Steve Vai) з Сепетіс Ентертайнмент Груп в Санта Моніці. Генеральний директор Рута Сепетіс (Ruta Sepetys), який також є музичним продюсером, зробив пропозицію Масуді, об'єднати свої сили з артистом Стівом Вай (Steve Vai), але Масуда вважав за краще залишитися сольним артистом.

### 2000-і роки
У 2000 році Масуда заснував власну видавничу компанію і лейбл «Музика Кента» (Kent on Music), Inc (ASCAP), а також студію звукозапису «Екстерналент» (Externalnet) в Токіо. Його третій альбом «HANDS» («Руки»), випущений 26 серпня 2003 року, мікшував продюсер Тадаші Намбу (Tadashi Namba) і мастеріровал Боббі Хата (Bobby Hata) в Los Angeles CA. У першому виданні цього альбому Масуда використовував псевдонім «Кент». Альбом був промотувати MIDEM в Каннах, Франція (Cannes, France). Потім він увійшов в європейський музичний ринок і став популярним особливо серед німецької публіки, що призвело Масуду до інтерв'ю в Klassik Radio Hamburg (Klassik Radio Hamburg). Крім того, Рут Атта (Ruth Atta), власник і спонсор програми Галері Атта, разом з художницею Делфін Шарой (Delphine Charat), показали на вернісажі зв'язок музики і живопису використовуючи його композиції.
У 2005 році Масуда підписав контракт з швейцарською музичною компанією в Нью-Йорку New York JPMC Records і став членом ASCAP. З тих пір він не використовує псевдонім, а тільки своє справжнє ім'я «Кент Масуда» («Kento Masuda»). Його четвертий альбом «GLOBESOUNDS» («Глобальні звуки») був випущений 13 червня 2006 року та мікшувати продюсером Чарльзом Еллер, номінованого Греммі Авард (Charles Eller), і Лейном Гібсоном (Lane Gibson). Альбом «GLOBESOUNDS» знову мастеріровал Боббі Хата (Bobby Hata). Під час запису альбому посол Мадлен М. Кунин (Madeleine M. Kunin) побувала на музичній студії Еллер в Шарлотті, VT (Charlotte, VT).
У 2007 році музика Масуди продовжувала поширюватися в Myspace і Last.FM і звучала на трансляціях в ефірі міжнародних радіостанціях. Його каталог композицій і записів був відзначений MTV, NME Magazine і BBC Music. У 2009 році, Масуда створив кілька музичних кліпів: «So We Are» («Так як ми»), «Shine On» («Блищати») і документальний фільм «Down to Earth» («Вниз до Землі»), який описує його альбоми «GlobeSounds» («Глобальні звуки») і «Musical Notation and Concrete Poetry» («Нотний запис і поезія») за участю автора Діани Макс (Diana Macs) і португальського поета Луїс Адріано Карлоса (Luís Adriano Carlos).

### 2010-і роки

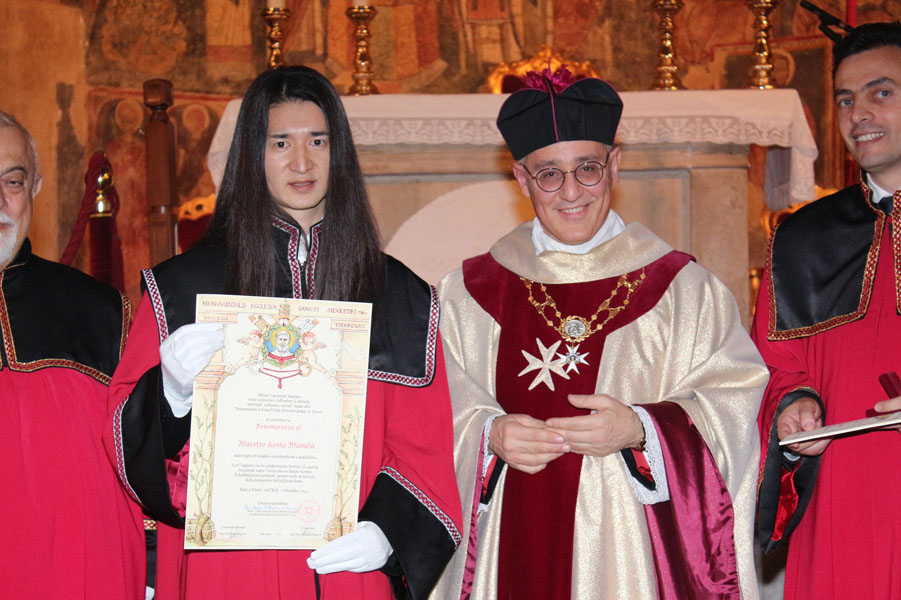
Кенто Масуда з монсеньйором Луїджі Франческо Джаном. Казоліні ді Серсале

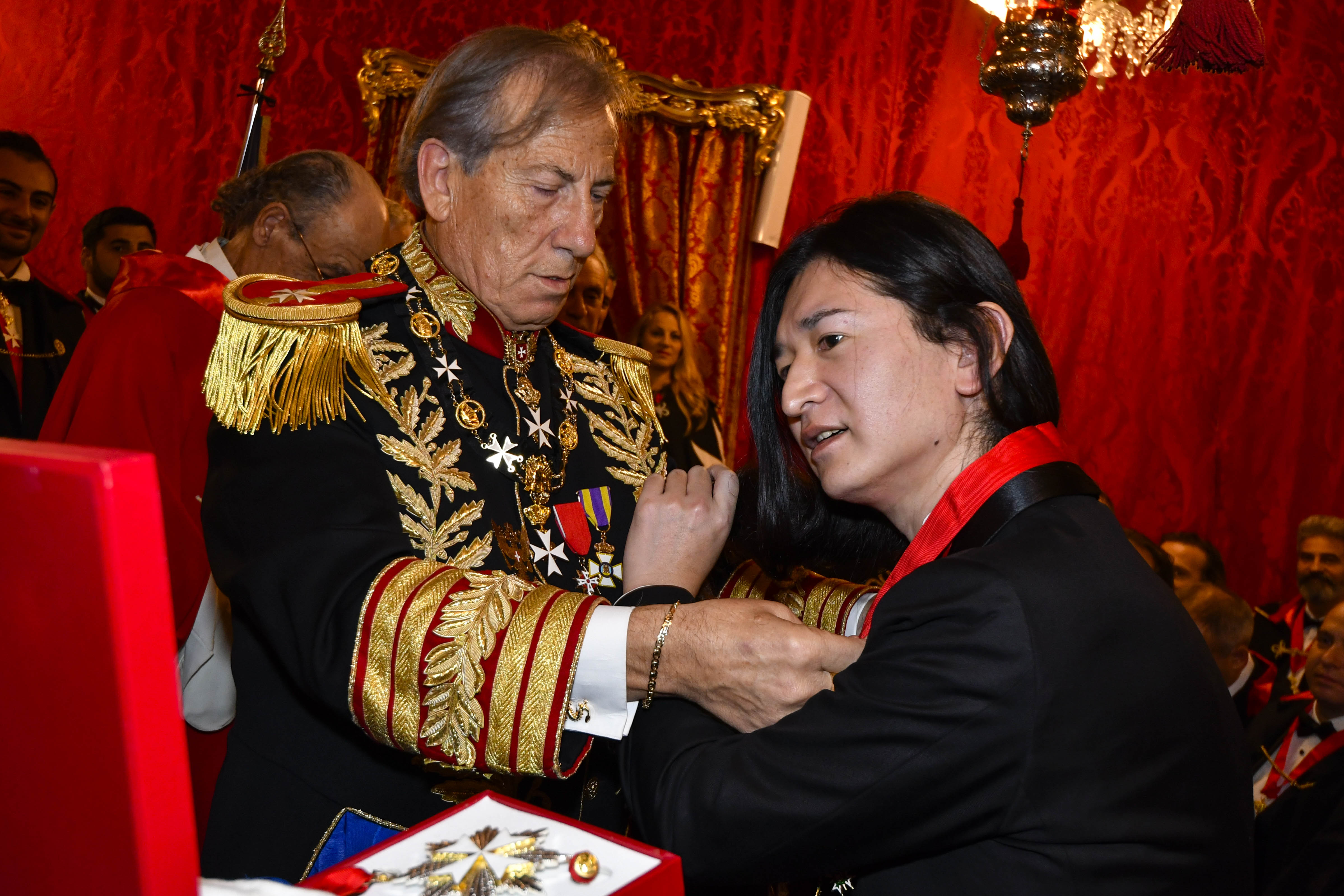
Кенто Масуда з Доном Базіліо Калі Рюриковичем, принцом S.A.S

П'ятий альбом Масуди «LIGHT SPEED +» («Швидкість світла +») був випущений 11 вересня 2010 року. З новим повноформатним альбомом, Масуда знову продемонстрував свій унікальний стиль композиції. Після цього він отримав заохочувальну премію «Дерево» («Tree») в Міжнародному конкурсі написання пісень («International Songwriting Competition») (за альбом «GlobeSounds») в інструментальної категорії. За цим послідувало почесне згадка в 2012 році в тій же категорії.
У 2011 році Масуда написав музику для відомого дизайнера Ямамото, Едзі. Вона була використана в модному шоу в Парижі (Yohji Yamamoto's Femme Autumn Winter 2011—2012 Paris Fashion Week fashion show) і включала композиції «Hands» («Руки») і «Little Tokyo Poetry» («Поезія маленького Токіо»). Їх творча співпраця продовжилося в короткому музикальниом фільмі про Масуді «Godsend Rondo» («Удача Рондо»), який режисирував Томо Ойя (Tomo Oya) в Хоккайдо (Hokkaido) І ця робота отримала безліч нагород. У цьому фільмі Масуда носив одяг з Прет-а-порте колекції Ямамото (Yamamoto's Ready-to-wear collection). Фільм «Godsend Rondo» переглянули на YouTube більше ніж на 100 000 людей в усьому світ.
26 вересня 2012 року було випущено його перший піано сольний альбом і піано книга «ALL IN THE SILENCE» («Все в мовчанні»), а потім пішли живі виступи «Force in the Silence» («Сила в мовчанні») і "Force in the Silence 2 "(" Сила в мовчанні 2 ") в акустичному концертному залі в Токіо (Musicasa Acoustic Concert Hall in Tokyo, Japan).
16 квітня 2014 року Масуда випустив свій 10-й альбом «Loved One», який був підготовлений Масуд і продюсером Гері Венді. Альбом був записаний у студії Центру Гарі Венді в Маямі, який випустив записи, що завоювали 8 нагород Греммі разом з декількома платиновими альбомами. У записі «Loved One» брали участь музиканти Пол Мессіна (Flashpoint) і Кевін Марк Сильвестр..
14 листопада 2014 року Масуда, поряд з японською співачкою, композитором і арфісткою Місяцем Хіроко Цудзи, мульти-інструменталістів і композитором Фабіем Констабле, сопрано Донателлой Бортон і арабським лутістом Газі Махул дали мульти-культурний концерт «5 ELEMENTS LIVE» в Casa Dei Diritti в Мілані в Італії.
6 грудня 2014 року Масуда виконує концерт для «Асоціації дей Кавальєрі ді-Сан-Сильвестро» на святкуванні Monumentalis Ecclesiae Санкті Сільвестрі Societas в Тіволі, Італії.
8 лютого 2015 року, Масуда, поряд з художницею і виконавицею Місяць Хіроко Цудзи, взяв участь в престижних 57-й Греммі авардс в Лос-Анджелесі. На розгляд були представлені чотири треки з останнього альбому «Loved One».2015 як і раніше є знаменним роком для Kento, як він був номінований на голлівудській музи.
Il 5 luglio 2017, Kento Masuda ha ricevuto un Premio Internazionale di Pace per il Festival «Musica, Performance e Umanità» del H.R.H. Principessa Angelique Monét delle Nazioni Unite (World Peace & Tolerance Summit & Concert) Hamptons al Організація Об'єднаних Націй a New York. Questa selezione si basa sul suo continuo impegno con le arti dello spettacolo, l'impegno e la realizzazione della diversità culturale, la conservazione culturale e la pace oltre al tuo contributo alla musica. Questo gruppo fa parte della Nuova Generazione nelle Nazioni Unite, con uno speciale stato consultivo con le Nazioni Unite per lo Sviluppo economico e sociale.
У 2018 році Кенто Масуда написав класичний шматок маршу, який імператорська королівська високість звернулася до нього з проханням написати на честь. З точки зору своєї унікальної події, Масуда також отримав титул графа з ордена династії Рюриков у 2016 році.
Масуда взяла участь у 61-й щорічній премії "Греммі" поряд з шведською поп-зіркою Ельсою Андреном 10 лютого 2019 року.
11 травня Кенто Масуда виступив на гала-концерті лицарів святого Сильвестра у гранд-готелі St. Regis Rome. Масуда також виконує свою модель підпису KAWAI Piano CR-1M. Цей рідкісний фортепіано обмежується п'ятьма фігурами та 1 мільйон євро.

### 2020-і роки
В 2020 Кенто Масуда почав працювати над новим альбомом з продюсером Гері Венді . 21 грудня 2021 року Кенто Масуда випустив свій 11-й альбом «KENTOVERSE», продюсерами якого стали Масуда та Гері Венді. У творах використовується аудіо високої роздільної здатності, стиснення без втрат, FLAC, наприклад, процес 24 біт 96 кГц для чудової якості звуку. Кожна композиція передає емоції у складній суміші нот, матриці ритмів та тонів. Знаменним у цьому альбомі називають композиційні елементи, пов'язані з масонською темою Великого Архітектора Всесвіту до королівського маршу будинку Рюриковичів, у якому Масуда також був удостоєний титулу графа.
25 грудня 2022 року Масуда прийняв запрошення виступити на церемонії відкриття нових державних установ міста Каторі, Японія. Він дав своєрідний виступ, сольний фортепіанний концерт. Вранці після церемонії відкриття Масуда виступив перед членами Палати представників Японії. Вдень він протягом години радував публіку добіркою своїх фортепіанних творів.
Крім інших співробітництва та музичних виступів, Кенто Масуда вступив у партнерство з Європейським фондом підтримки культури в Європі. У рамках цієї співпраці він дасть серію живих виступів із композиціями зі свого останнього альбому Kentoverse.

## Стиль і вплив

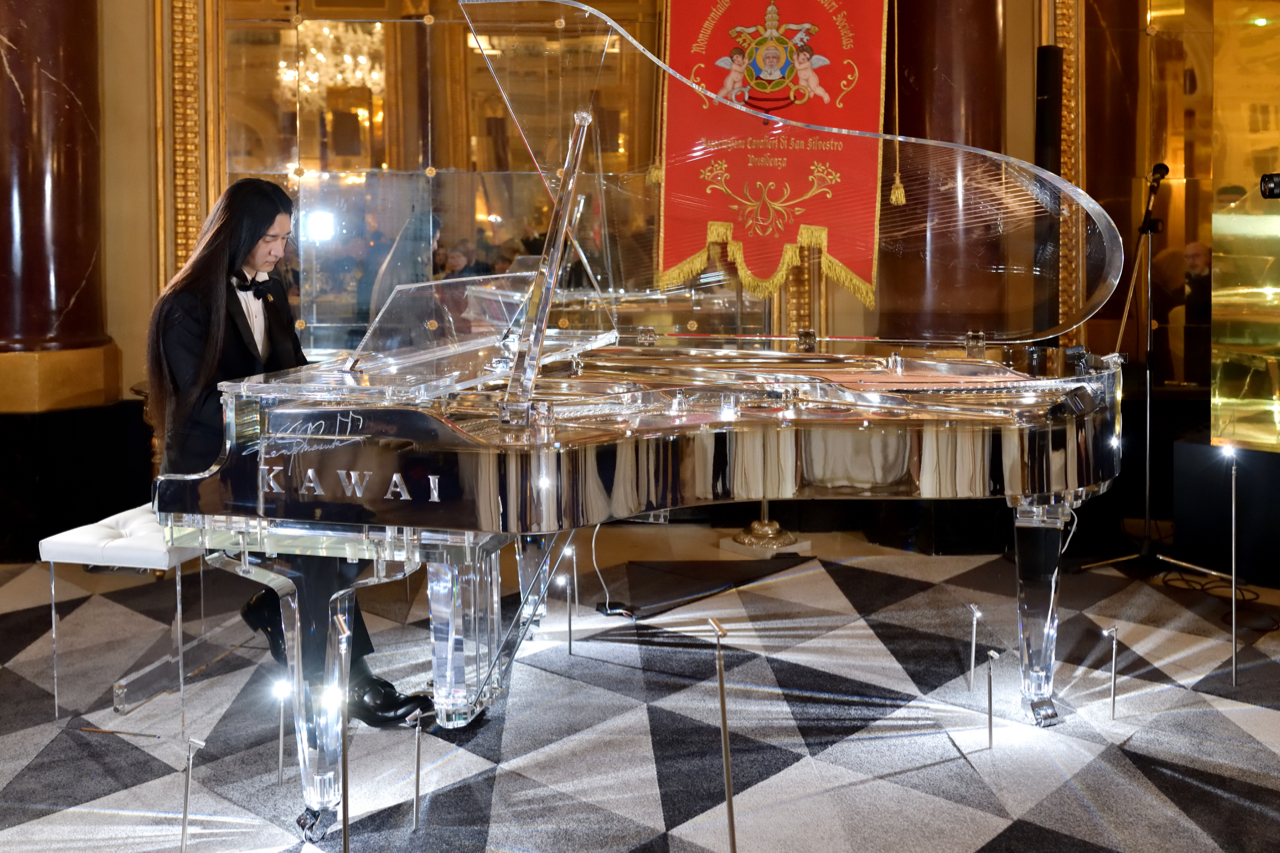
Кенто Масуда виконує свій піаніно з підписом моделі KAWAI CR-1M

Музичний стиль Масуди відрізняється виразним звучанням клавішних інструментів, що запам'ятовуються мелодіями, глибоким звуком ударних інструментів, ритмічною структурою і динамікою, які безпосередньо ведуть слухача в абсолютно новий світ, в якому кожна музична нота відкриває незвіданий шлях в світі кінематографічного звуку і вражає уяву своїм глибоким звучанням і багатою звуковою палітрою.
В інтерв'ю Масуда говорив, що на його як композитор вплинула музика двох композиторів: Йоганн Себастьян Бах (Johann Sebastian Bach): «Його теорія музики має великий вплив на всіх, навіть сьогодні» і Алан Менкен (Alan Menken): "У фільмовий музики Діснея (Disney films) дуже багато чарівництва і вона завжди обіцяє щасливий кінець ".
За словами Еллера, "Кент не тільки художник, але і неймовірний майстер музики уяви і фантазій, яка не піддається категоризації в хорошому сенсі. Його музика має дуже пишні, живі текстури, що визначають складні теми, які розвиваються в кожної зачаровує композиції "..
Масуда, так Венді "є одним з художніх скарбів цього світу. Його музика одночасно акустично духовна і візуально виразна. Ви можете буквально бачити його музику. Його мелодія і ритм позволяютплушателяювчастівоватьв скозданіізвукав.
Масуда офіційно носить взуття Джанні Галуччіо.

## Почесні титули
- 2014 Тема «Лицар» і «Маестро». Почесний монсеньйор Луїджі Касоліні, нагороджений Орден Святого Сільвестра.[47]
- 2016 Посвячений у лицарі Мальтійським Орденом Лицарів.[32][48]
- 2016 Нагороджений титулом «Лицар-командор».[32][49][50]
- 2017 Тема «Лицар-командир» і «Барон». Почесний Мішель Марії Бьялло, нагороджений Шляхетним ордер-де-Сент-Джорджо-ді-Боргогна (Confrèrie de Rougemont).[32]
- 2017 Нагороджений міжнародною організацією Artisan World Festival Peace International премією в галузі музики, перформансу та гуманітарної допомоги.[32]
- 2018 Назва «Лицар». Почесний Дон. Базиліо Калі, нагороджений Мальтійський орден.
- 2018 Назва "Великий хрест". Заслужений бразильський уряд, нагороджений орденом "За заслуги перед освітою та інтеграцією".[32][51]
- 2019 Тема «граф». Заслужений Г. Р. та їх. Великий князь Ханс Масимо Кабрера Лохабер Рюрикович, нагороджений орденом династії Рюриковичі.[52]
- 2019 Нагороджений титулом "Командир".[32][53]
- 2020 Нагороджений Золотою медаллю Гуманістичного інституту Національної ради у Парижі, Франція.[32]
- 2020 Нагороджений Почесною грамотою від Всесвітньої організації з прав людини (входить до складу Організації Об'єднаних Націй).[32]
- 2022 Нагороджений Ганським титулом «Шляхетний лицар» Охенеба Нана Каме Обенг Другим, присуджений Королівському будинку Сефві Обенг-Мім.[32]

## Дискографія

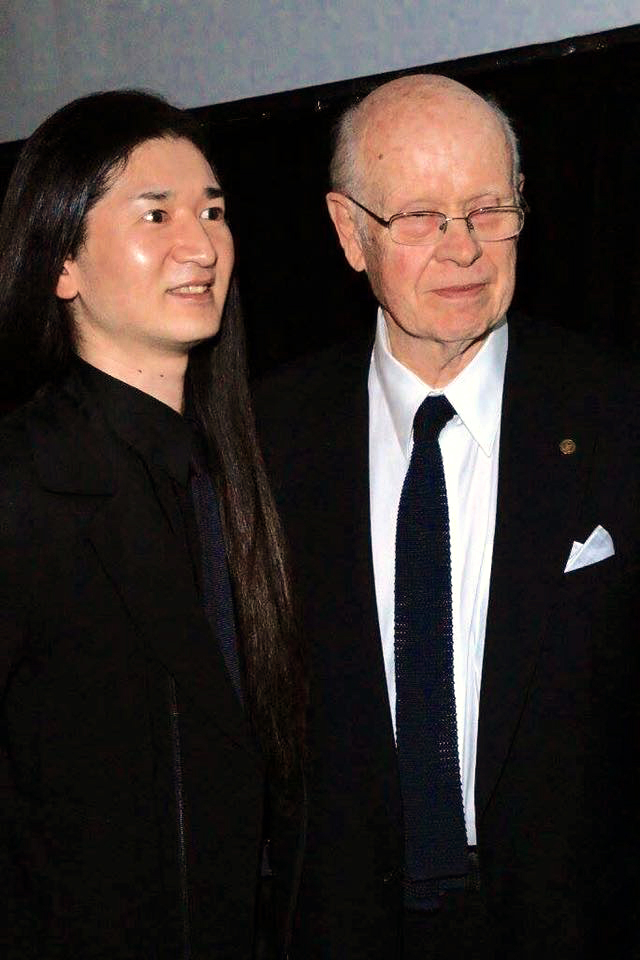
Кенто Масуда разом із Клаесом Нобелем

### Студійні альбоми
|    | Назва                                                             | Дата випуску     |
| 1  | Wheel of Fortune                                                  | 24 декабрь 1992  |
| 2  | Fouren                                                            | февраль 14, 1995 |
| 3  | MYOJYOW [Архівовано 17 жовтня 2017 у Wayback Machine.]            | 19 июнь 19 1998  |
| 4  | MEMORIES                                                          | 26 октября 1999  |
| 5  | Music Magic                                                       | 18 октября 2000  |
| 6  | HANDS [Архівовано 17 жовтня 2017 у Wayback Machine.]              | 26 август 2003   |
| 7  | GlobeSounds [Архівовано 17 жовтня 2017 у Wayback Machine.]        | 13 июнь 2006     |
| 8  | Light Speed+                                                      | 11 сентябрь 2010 |
| 9  | All in the Silence [Архівовано 17 жовтня 2017 у Wayback Machine.] | 26 сентябрь 2012 |
| 10 | Loved One [Архівовано 17 жовтня 2017 у Wayback Machine.]          | 16 апреля 2014   |
| 11 | KENTOVERSE [Архівовано 21 грудня 2021 у Wayback Machine.]         | 21 грудня 2021   |

### Музичний фільм
|     | Назва                                                        | Дата випуску   |
| 1st | Godsend Rondo [Архівовано 25 квітня 2017 у Wayback Machine.] | 11 ноябрь 2011 |

### Фортепіанна книга
|   | Назва                     | Дата випуску     |
| 1 | Hands: solo piano         | 2003             |
| 2 | All in the Silence (2012) | 26 сентябрь 2012 |

## Нагороди та номінації
| Рік  | Нагорода                                   | Номінована Робота     | Категорія                             | Результат |
| ---- | ------------------------------------------ | --------------------- | ------------------------------------- | --------- |
| 2010 | 2003 International Songwriting Competition | «Tree»                | Instrumental                          | Перемога  |
| 2012 | 2003 International Songwriting Competition | «Externalnet»         | Instrumental                          | Номінація |
| 2012 | 2003 International Songwriting Competition | «Tree»                | Instrumental                          | Перемога  |
| 2013 | 2003 International Songwriting Competition | «Tree»                | Instrumental                          | Номінація |
| 2014 | 2003 International Songwriting Competition | «Oath Path»           | Instrumental                          | Перемога  |
| 2014 | 2003 International Songwriting Competition | «Addicted»            | Instrumental                          | Номінація |
| 2014 | 2003 International Songwriting Competition | «Tree»                | Instrumental                          | Номінація |
| 2015 | Hollywood Music in Media Awards            | «Tree»                | World                                 | Номінація |
| 2015 | Global Music Awards                        | «Addicted»            | Composition                           | Перемога  |
| 2015 | Global Music Awards                        | «Loved One»           | Album                                 | Перемога  |
| 2016 | American Songwriting Awards                | «Oath Path»           | Instrumental                          | Номінація |
| 2016 | American Songwriting Awards                | «Tree»                | World                                 | Номінація |
| 2016 | Hollywood Music in Media Awards            | «Addicted»            | Jazz                                  | Номінація |
| 2016 | Akademia Music Awards                      | «Loved One»           | Instrumental                          | Перемога  |
| 2017 | Accolade Global Film Competition           | «Godsend Rondo»       | Arts / Cultural / Performance / Plays | Перемога  |
| 2017 | Best Shorts Competition                    | «Godsend Rondo»       | Arts / Cultural / Performance / Plays | Перемога  |
| 2017 | Los Angeles Film Awards                    | «Godsend Rondo»       | Music Video                           | Перемога  |
| 2017 | Festigious International Film Festival     | «Godsend Rondo»       | Music Video                           | Перемога  |
| 2017 | Top Shorts Film Festival                   | «Godsend Rondo»       | Music Video                           | Перемога  |
| 2017 | New York Film Awards                       | «Godsend Rondo»       | Music Video                           | Перемога  |
| 2017 | Hollywood Music in Media Awards            | «Little Tokyo Poetry» | Instrumental                          | Номінація |
| 2017 | Actors Awards Los Angeles                  | «Godsend Rondo»       | Music Video                           | Перемога  |
| 2022 | Song of the Year                           | «Addicted»            | Instrumental                          | Перемога  |

## Особисте життя
Кенто Масуда одружений на Ані Аліні Масуді. Їхній офіційний шлюб відбувся 28 жовтня 2022 року в Японії. Організатором заходу виступив пан Сеїті Сугасава, дядько Кенто Масуди та власник компанії Marumiya. Урочиста весільна церемонія пройде напередодні Різдва 2023 року в церкві Св. Франциско в Тібі, а прийом для гостей буде організований у готелі Nikko Narita, що розташований неподалік міжнародного аеропорту Наріта (NRT).
Історія кохання Кенто Масуди та Ани Аліни Масуди розпочалася восени 2020 року. Кенто Масуда, розмірковуючи про їхню першу зустріч, охарактеризував її як «зустріч душ, які шукали один одного і довго чекали». Їхній зв'язок, як він уточнив, корениться в «спорідненості та співпереживанні, вчуженому тонкими нитками душі».
Їхня історія набула особливого значення на тлі глобальної пандемії COVID-19, коли пара описала свої відносини як «віртуальне спільне життя, яке подолало географічну відстань між Японією та Європою». Коли міжнародні кордони почали знову відкриватися, Ана Аліна Масуда вирушила до першого міжнародного рейсу з Європи до Японії. Усього через шість днів після її прибуття в Японію пара обмінялася клятвами, підтвердивши свою глибоку відданість один одному.
Відповідно до національного законодавства Італії Ана Аліна Масуда була удостоєна титулу Її Високості графині Анни Аліни Масуда при вступі до міжнародного шлюбу з Кенто Масудою в Японії.